# Tom Hughes
Tom Hughes est un acteur britannique né le 18 avril 1985 à Chester, Angleterre.

## Biographie
Tom Hughes est né le 18 avril 1985 à Chester, Angleterre. Ses parents sont Sue Hughes et Roy Hughes, musicien. Il a un frère.
Il a fait partie du groupe Quaintways.
Il est diplômé en 2008 de Royal Academy of Dramatic Art.

### Vie privée
Il a été en couple avec l’actrice Jenna Coleman de 2016 à 2020, qu'il a rencontrée sur le tournage de la série Victoria.

## Carrière
Il débute en 2009 à la télévision dans Trinity et Casualty 1909.
En 2010, il fait ses premiers pas cinéma dans Cemetery Junction de Stephen Merchant et Ricky Gervais et Sex & Drugs & Rock & Roll (où il incarne le musicien Chaz Jankel). La même année, il tourne aux côtés de Ralph Fiennes, Felicity Jones et Rachel Weisz dans le téléfilm Page Eight de David Hare.
En 2013, il est présent dans Il était temps de Richard Curtis.
De 2016 à 2019, il incarne le Prince Albert dans la série dramatique historique d’ITV Victoria.

## Filmographie

### Cinéma

#### Longs métrages
- 2010 : Cemetery Junction de Stephen Merchant et Ricky Gervais : Bruce Pearson
- 2010 : Sex & Drugs & Rock & Roll (en) de Mat Whitecross : Chaz Jankel
- 2012 : 8 Minutes Idle (en) de Mark Simon Hewis : Dan
- 2013 : Il était temps (About Time) de Richard Curtis : Jimmy Kincade
- 2014 : S.A.S. Section d'assaut (en) (I Am Soldier) de Ronnie Thompson : Mickey
- 2015 : Dare to Be Wild de Vivienne De Courcy : Christy Collard
- 2015 : The Incident de Jane Linfoot : Joe
- 2016 : Realive de Mateo Gil : Marc Jarvis
- 2016 : London Town (en) de Derrick Borte : Johnny
- 2017 : Madame d'Amanda Sthers : Steven Fredericks
- 2018 : Red Joan de Trevor Nunn : Leo Galich
- 2021 : Infinite d'Antoine Fuqua : Abel
- 2021 : The Laureate de William Nunez : Robert Graves
- 2021 : Shepherd de Russell Owen : Eric Black

#### Courts métrages
- 2009 : Storage de David Lea : Jason
- 2009 : Tortoise d'Andy Bloom : Charlie
- 2012 : Kiss de Cathy Brady (en) : Ian
- 2013 : Columbite Tantalite de Chiwetel Ejiofor : Mark

### Télévision

#### Séries télévisées
- 2009 : Trinity : Jonty Millington
- 2009 : Casualty 1909 : Dr Harry Ingrams
- 2011 : Silk : Nick Slade
- 2012 : The Hollow Crown : Édouard d'York
- 2013 : Dancing on the Edge : Julian
- 2013 : Miss Marple (Agatha Christie's Marple) : Mike Rogers
- 2014 : Derek : Andy
- 2014 : The Game : Joe Lambe
- 2016 - 2019 : Victoria : Prince Albert
- 2017 : Paula : James
- 2021 : A Discovery of Witches  : Christopher Marlowe
- 2022 : The English : Thomas Tafford
- 2024 : Franklin (mini-série) : Paul Wentworth
- 2024 : Those About to Die : Titus Flavianus

#### Téléfilm
- 2010 : Page Eight de David Hare : Ralph Wilson
- 2013 : The Lady Vanishes de Diarmuid Lawrence : Max Hare

## Distinctions

### Nomination
- 2010 : British Independent Film Awards du meilleur nouveau venu pour Cemetery Junction